# Associação Desportiva Frifort
A Associação Desportiva Frifort é um clube brasileiro da cidade de Fortaleza, capital do estado do Ceará.  Disputou Campeonatos de futsal,
basquetebol  e handebol. 

## Títulos
- Campeonato Cearense de Futsal :1973  [4] e
- Handebol Adulto Masculino – Primeira Divisão – Série A
- Handebol Juvenil Masculino - Primeira Divisão – Série A : 1974
- Campeonato Cearense de Futsal :1976 [5]